# Peter Schlütter
Peter Schlütter (født 25. november 1893 i København, død 6. april 1959 smst.) var en dansk sejlsportsmand, der sejlede for KDY.
Ved OL 1928 i Amsterdam deltog han i 6 meter-klassen sammen med Vilhelm Vett, Aage Høy-Petersen og Niels Otto Møller i båden "Hi-Hi", som vandt sølv. Danskerne blev besejret af Norge, der blandt andet havde kronprins Olav i besætningen. Nordmændene vandt tre af de fire første sejladser, mens danskerne vandt de to sidste af de i alt syv sejladser. Skønt danskerne ikke havde klaret sig specielt godt i de fem første sejladser, var sejrene i de to sidste tilstrækkeligt til at holde båden fra Estland på tredjepladsen bag sig.